# モンスター・ホテル2
『モンスター・ホテル2』（原題:Hotel Transylvania 2）は2015年にアメリカ合衆国で公開されたアニメーション映画である。監督はゲンディ・タルタコフスキー、主演はアダム・サンドラーが務めた。本作は2012年に公開された『モンスター・ホテル』の続編である。

## ストーリー
前作から7年後の世界。メイヴィスとその婚約者であるジョニーはついに結婚することになり、メイヴィスの父親であるドラキュラはジョニーを受け入れた。世界はモンスターが実在していることを知らされるに至ったが、それによって特に混乱が生じるということはなかった。1年後、妊娠したメイヴィスは男の子を出産し、デニスと名付けた。デニスはすくすくと育ったが、ドラキュラは愛する孫が吸血鬼としての素質を発現しないことに焦りを感じていた。トランシルバニアが危険であることを知ったメイヴィスはデニスを夫の実家があるカリフォルニア州で育てることを考え始めたが、ドラキュラはそれを快く思わなかった。
ドラキュラは「カリフォルニアを実際に訪れてみればトランシルバニアの素晴らしさが分かるだろう」と考え、ジョニーに夫婦で里帰りするよう勧めた。その際、ドラキュラは「メイヴィスが考え方を変えるように仕向けてくれ」とジョニーに言った。2人はカリフォルニアへと旅立ち、その間ドラキュラがデニスの子守をすることになった。デニスが吸血鬼であることを信じて疑わないドラキュラは、ウェインら友人たちの協力の下、デニスに特別訓練を施したが、何の変化も起きなかった。
焦る一方のドラキュラはデニスをサマーキャンプに参加させることにした。「自分が吸血鬼としての基本を学んだキャンプでなら、デニスも能力を開花するに違いない」という考えに基づいてのことであった。しかし、自分が子供の頃に参加したキャンプとは違って、今のキャンプには厳しさがあまりなかった。そこで、ドラキュラは高い塔の上からデニスを突き落としたが、デニスはコウモリに変身することなくそのまま落下していった。間一髪のところで、ドラキュラはデニスを救出することができた。一連の様子は観光客に撮影されており、その動画がネット上にアップロードされると大きな注目を集めた。その結果、メイヴィスとジョニーはドラキュラの振る舞いを知ることとなった。
怒り狂ったメイヴィスはコウモリに変身してトランシルバニアに急行した。そしてドラキュラに「何故自分の孫が人間であることを受け入れられないのか」と詰め寄り、デニスが5歳になったらホテルを出て行くと言い放った。
メイヴィスは父方の祖父であるヴラッドをデニスの誕生日会に招待することにした。しかし、ヴラッドは大の人間嫌いで有名だった。そのため、ドラキュラは「人間の参加者の皆さんにはモンスターの仮装をしてもらいなさい」とジョニーに言った。ヴラッドは僕のベラを同伴させてパーティーにやって来た。ひ孫のデニスの牙を見たいヴラッドがあれこれ策を弄したため、ドラキュラはデニスが人間であることを打ち明けざるを得なくなった。真実を知ったヴラッドは怒り狂ったが、ドラキュラも一歩も引かなかった。
家族が自分のことで言い争っているのを見たデニスは悲しくなり、こっそりとパーティー会場を抜け出した。そこで思いもよらぬ事態が発生することになる。

## キャスト
| 役名                            | 原語版声優               | 日本語吹替                          |
| ------------------------------- | ------------------------ | ----------------------------------- |
| ドラキュラ                      | アダム・サンドラー       | 山寺宏一                            |
| メイヴィス                      | セレーナ・ゴメス         | 川島海荷                            |
| ジョナサン（ジョニー）          | アンディ・サムバーグ     | 藤森慎吾                            |
| デニス                          | アッシャー・ブリンコフ   | 大谷育江                            |
| ヴラッド                        | メル・ブルックス         | 稲川淳二                            |
| フランク / フランケンシュタイン | ケヴィン・ジェームズ     | チョー                              |
| ウェイン                        | スティーヴ・ブシェミ     | 我修院達也                          |
| マーレイ                        | キーガン＝マイケル・キー | 三ツ矢雄二                          |
| グリフィン                      | デヴィッド・スペード     | 若本規夫                            |
| ユーニス                        | フラン・ドレシャー       | 磯辺万沙子                          |
| ワンダ                          | モリー・シャノン         | 雨蘭咲木子                          |
| 干し首                          | ルネル                   | クリス松村                          |
| ウィニー                        | セイディ・サンドラー     | 宇山玲加                            |
| ベラ                            | ロブ・リグル             | 茶風林                              |
| リンダ                          | メーガン・ムラーリー     | 一龍斎貞友                          |
| マイク                          | ニック・オファーマン     | 秋元羊介                            |
| デイナ                          | ダナ・カーヴィ           | 多田野曜平                          |
| ケーキー／悪ケーキー            | クリス・カッタン         | 佐藤せつじ                          |
| ハエ男                          | クリス・パーネル         | 濱野大輝                            |
| いじわるグレムリン              |                          | 伊沢磨紀                            |
| コナー                          |                          | 小堀幸                              |
| パーカー                        |                          | 栗田エリナ                          |
| ジョギング女性１                |                          | 大津愛理                            |
| カル                            | ダグ・デール             | あべそういち                        |
| 男観光客                        |                          | 関雄                                |
| ケルシー                        | ジュリア・リー・ウォロフ | 安田カナ                            |
| イエティ                        |                          | 島田岳洋                            |
| オペラ座の怪人                  | ジョン・ロヴィッツ       | 平林剛                              |
| ヴァンパイア少年・少女          |                          | 佐藤芽里 平林麗大 近藤来実 永竹功幸 |

ドラキュラを松本保典が、メイヴィスを小島幸子が吹き替えた機内上映版が存在する。

## 製作
2012年10月、ゲンディ・タルタコフスキーは続編の可能性について、「皆と一緒に話し合っていますが、まだ脚本の執筆は始まっていません。ただ、実に面白いアイデアはいっぱいあります。『モンスター・ホテル』の世界観は実に素晴らしいものです。」と語った。11月、コロンビア映画が続編の製作にゴーサインを出し、2015年9月25日に全米公開する予定であると報じられた 。2014年3月12日、タルタコフスキーが監督として続投することになったとの報道があった。なお、本作の製作中、タルタコフスキーとアダム・サンドラーの間で見解の相違が度々生じた。2015年3月、前作に引き続いて、マーク・マザーズボーが本作で使用される楽曲を手掛けることになったと報じられた。

## 興行収入
本作は『マイ・インターン』及び『グリーン・インフェルノ』と同じ週に封切られ、公開初週末に3565万ドル前後を稼ぎ出すと予想されていたが、実際の数字はそれを大きく上回るものであった。2015年9月25日、本作は全米3754館で公開され、公開初週末に4846万ドルを稼ぎ出し、週末興行収入ランキング初登場1位となった。これは前作の初動成績（4252万ドル）を上回るものであり、9月公開作の初動成績の最高記録を更新した。また、ソニー・ピクチャーズ配給のアニメ映画としても最高の初動成績であり、アダム・サンドラー主演作としても最高の初動成績であった。

## 評価
本作に対する批評家からの評価は平凡なものに留まっている。映画批評集積サイトのRotten Tomatoesには103件のレビューがあり、批評家支持率は55%、平均点は10点満点で5.2点となっている。サイト側による批評家の見解の要約は「『モンスター・ホテル2』には前作より良い部分がある。ただ、それを以てしても、アダム・サンドラーとその仲間たちの89分間の陳腐なギャグアニメ―色彩は豊かである―の鑑賞を薦められるかは怪しい。」となっている。また、Metacriticには24件のレビューがあり、加重平均値は44/100となっている。なお、本作のCinemaScoreはA-となっている。

## 続編
本作の公開に先立って、ミシェル・マードッカは「製作サイドは第3作の製作について話し合っています。シリーズは次の段階へ進むことになりそうです」という主旨の発言をした。2015年11月2日、シリーズ第3作が2018年9月21日に公開される予定だと報じられた。2016年6月、タルタコフスキー監督とアダム・サンドラーら主要キャストの続投が決まった。2017年2月6日、公開日が2018年7月13日に前倒しされた。